# 古鏡記
《古鏡記》是唐朝小说，一說作者是王度。
《古鏡記》記載大業七年（611），作品主人公王度從汾阴侯生身上，得到一面宿有正氣的古镜，能發出破邪的白光，從此在江湖上除魔斬妖，威力無窮，其弟王绩借用古镜外出遊歷﹐一路上又斬除不少妖怪，包含树妖以及狐狸精，都是一照就死。王绩回长安後﹐把古镜还给王度。大业十三年古镜在匣中突然消失。《古鏡記》是唐人傳奇的開創性作品，有六朝志怪馀风，又有人物对话之細膩描寫。本書作者不詳，唐代顾况《戴氏广异记序》稱《古鏡記》为王度所作，但無確定證據。《太平广记》卷二百三十亦有此文。
《古鏡記》由十二個獨立的故事組成，都與古鏡有關，故被晁公武稱為類書。《古鏡記》約三千字，上承六朝志怪小說，下开唐代新体，“侈陈灵异，辞旨诙诡，后人摹拟，汗流莫及”，《古鏡記》很可能是當時一些流行的傳聞，《隋唐嘉话》、《异闻录》、《松窗录》等书都曾谈到宝镜。